# صدای بی رخ
صدای بی رخ (ایتالیایی: La voce senza volto) یک فیلم کمدی ایتالیایی به کارگردانی جنارو ریگلی است که در سال ۱۹۳۹ منتشر شد.

## بازیگران
- وانا وانی
- لارا نوچی
- السا د جورجی
- کارلو رومانو
- رومولو کوستا
- آدله گراوالیا
- کلاودیو ارملی
- واسکو کرتی
- آلدو فیورلی
- نیه‌تا زوکی
- آنیتا فارا
- یونه رومانو
- دومنیکو سرا